# Monte San Pedro
Monte San Pedro (en neerlandés: Sint Pietersberg; en francés: Montagne Saint-Pierre) es una cordillera que va de norte a sur entre los valles de la Geer y el Mosa, desde Maastricht en los Países Bajos (u Holanda) a la zona de Lieja en Bélgica .
Está compuesta de piedra caliza, con una red de túneles de minas que se extendió 200 kilómetros (120 millas) en el siglo XIX.  La montaña soporta el más rico entorno de murciélagos en Benelux, así como el más rico entorno de orquídeas en la misma región.